# Michael McLachlan
Michael Scott McLachlan (* 13. Juli 1959 in Montreal) ist ein kanadischer Umweltchemiker, der Professor an der Universität Stockholm ist.

## Leben
Michael McLachlan studierte von 1977 bis 1982 Maschinenbau an der University of Waterloo und schloss das Studium mit dem Bachelor ab. Seine Schwerpunkte in diesem Studium waren Strömungsmechanik und die Modellierung der Ausbreitung von Stoffen in der Umwelt. Von 1983 bis 1984 arbeitete er bei Pratt & Whitney Canada als Ingenieur an der Regelung von Gasturbinen.
Die beiden folgenden Jahre verbrachte er mit einem DAAD-Stipendium bei der Institut für Ökologische Chemie in Neuherberg bei München, wo er sich mit dem Strömungsverhalten von Blut beschäftigte.
Anschließend studierte er von 1986 bis 1987 Umweltschutztechnik an der University of Toronto. Seine Masterarbeit „A Model of the Fate of Organic Pollutants in the Niagara River“ wurde von Donald Mackay betreut.
Von 1987 bis 1997 war McLachlan in der Arbeitsgruppe von Otto Hutzinger an der Universität Bayreuth tätig. Hier promovierte er 1992 mit einer Arbeit über „Das Verhalten hydrophober chlororganischer Verbindungen in laktierenden Rindern“ und habilitierte 1996.
1998 ging Michael McLachlan als Professor für Meereschemie an das Institut für Ostseeforschung der Universität Rostock. 2003 wechselte er als Professor für organische Umweltchemie nach Stockholm.
Laut Google Scholar hat McLachlan einen h-Index von 74.
Er ist Mitglied des Wissenschaftlichen Beirats des Helmholtz-Zentrums für Umweltforschung – UFZ.
2011 wurde ihm der SETAC Founders Award zugesprochen.